# Heroes (альбом Sabaton)
Heroes — сьомий студійний альбом шведського павер-метал гурту Sabaton, випущений 16 травня 2014 року на лейблі Nuclear Blast. Це перший альбом гурту в новому складі з гітаристами Крісом Роландом і Турбйорном Енглундом, а також з новим барабанщиком Ханнесом Ван Далом.

## Список композицій
| #     | Назва                 | Тема | Тривалість |
| ----- | --------------------- | --- | ---------- |
| 1.    | «Night Witches»       | Про 46-й гвардійський нічний бомбардувальний авіаційний полк (СРСР).                                                          | 3:01       |
| 2.    | «No Bullets Fly»      | Про інцидент Чарлза Брауна та Франца Штіглера.                                                                                | 3:38       |
| 3.    | «Smoking Snakes»      | Про Бразильський експедиційний корпус в Італії під час Другої світової війни.                                                 | 3:15       |
| 4.    | «Inmate 4859»         | | 4:26       |
| 5.    | «To Hell and Back»    | Про Оді Мерфі — американського лейтенанта, учасника Другої світової війни.                                                    | 3:27       |
| 6.    | «The Ballad of Bull»  | | 3:53       |
| 7.    | «Resist and Bite»     | | 3:27       |
| 8.    | «Soldier of 3 Armies» | | 3:38       |
| 9.    | «Far from the Fame»   | Про Карела Яноушка — організатора чехословацького підрозділу у складі Королівських військово-повітряних сил Великої Британії. | 3:47       |
| 10.   | «Hearts of Iron»      | | 4:28       |
| 37:00 |                       | |            |

| #     | Назва        | Тривалість |
| ----- | ------------ | ---------- |
| 11.   | «7734»       | 3:33       |
| 12.   | «Man Of War» | 3:48       |
| 44:21 |              |            |

- Два останніх треки входять в діджіпак.

## Учасники запису
- Йоаким Броден — вокал
- Пер Сундстрем — бас-гітара
- Кріс Роланд — гітара, бек-вокал
- Турбйорн Енглунд — гітара, бек-вокал
- Ханнес Ван Дал — ударні